# RAF-977
O RAF-977 era uma van cabover soviética fabricada pela Rīgas Autobusu Fabrika (RAF) baseada em componentes do GAZ-21 Volga. Foi lançada em 1958 e era fabricada em dois estilos principais: uma van de 10 lugares e uma ambulância. Em 1961, uma versão atualizada chamada RAF-977D foi colocada em produção; este tinha para-brisa inteiriço, em vez do bipartido, e volante Volga entre outras mudanças de detalhes. As variantes incluíam a ambulância 977I e um modelo especial Intourist, que tinha assentos, luzes de teto e teto solar melhores.
A RAF-983, baseada na 977, era um veículo do corpo de bombeiros.
A RAF-978 encurtada, movida pelo motor de 45 cv e 1.360 cc do Moskvitch 407, não foi um sucesso, em parte porque faltava torque ao motor e a qualidade do passeio foi prejudicada devido à distância entre os eixos reduzida.

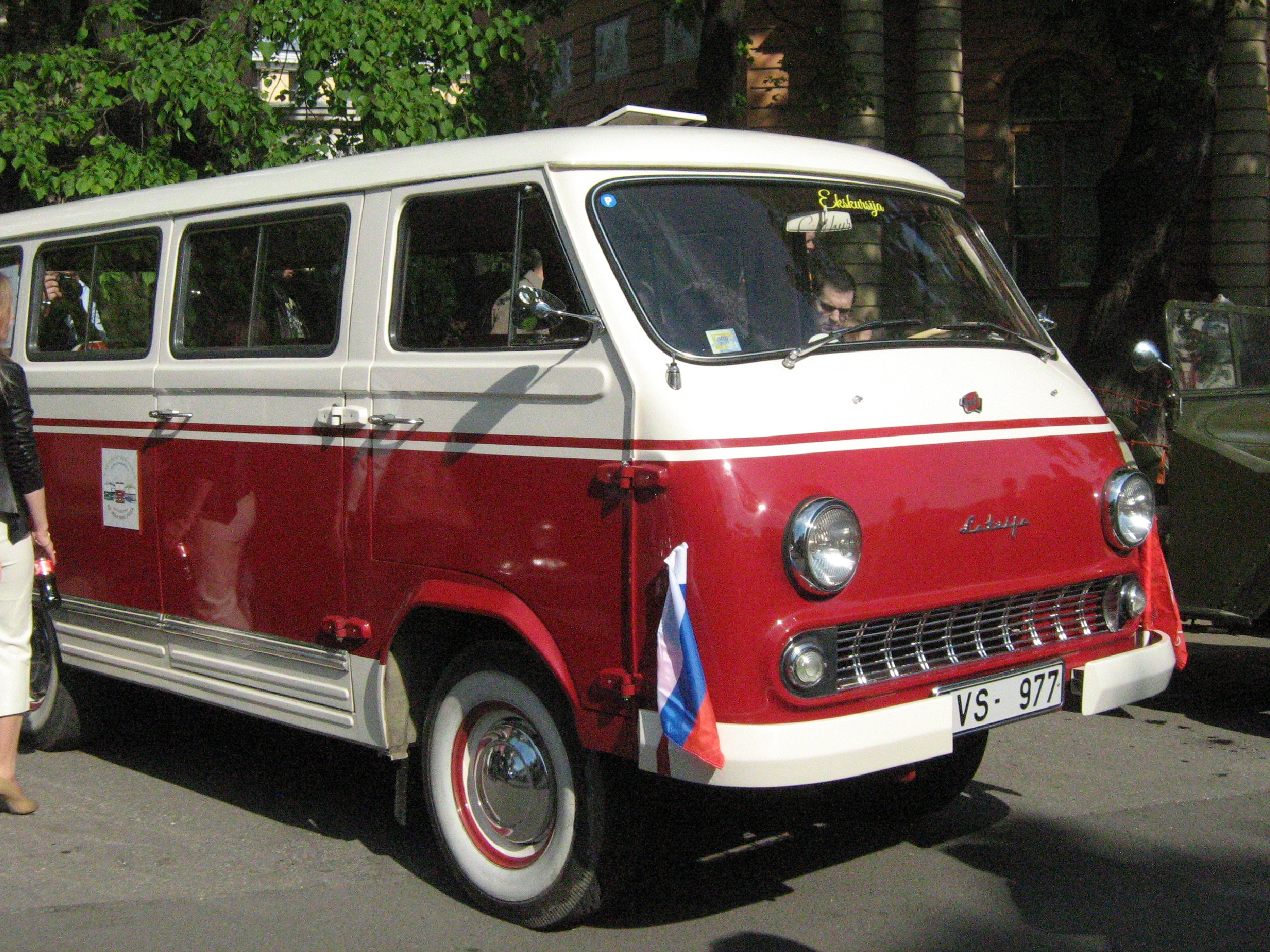
RAF-977DM

 Em 1969, foi substituída pela RAF-977DM melhorada. Esta tinha uma porta do passageiro mais larga e menos janelas laterais, mas mais longas (três no lado do motorista e duas no lado do carona, em vez de cinco e três antes). A ambulância agora tinha o mesmo número de janelas, em vez de menos; agora era a RAF-977IM, e a variante turística era a RAF-977EM.
Um furgão de carga de uma tonelada, o RAF-977K, também foi desenvolvido, mas devido à capacidade de montagem insuficiente (apenas 3.000 unidades por ano) na fábrica da RAF (que ainda usava carrinhos, em vez de uma linha de montagem moderna), sua produção começou na fábrica ErAZ em Erevã, Armênia, em 1º de maio de 1966 como ErAZ-762. Este foi apelidado de Yeraz (armênio para "sonho"). Em 1973, a produção do ErAZ atingiu 6.500 unidades por ano; com a inovação do transporte aéreo, a capacidade quase dobrou, para 12.000 por ano. A 977 também foi produzida sob licença pela Lugansk Avto Remontnyi Zavod (LARZ).
Em 1969, um ErAZ-762A melhorado também apareceu.
A produção da RAF-977 cessou em 1975, quando foi substituída pela RAF-2203.
A RAF-977 nunca foi promovida para exportação nem disponibilizada exceto para grupos estatais.